# 爪哇藍蕉

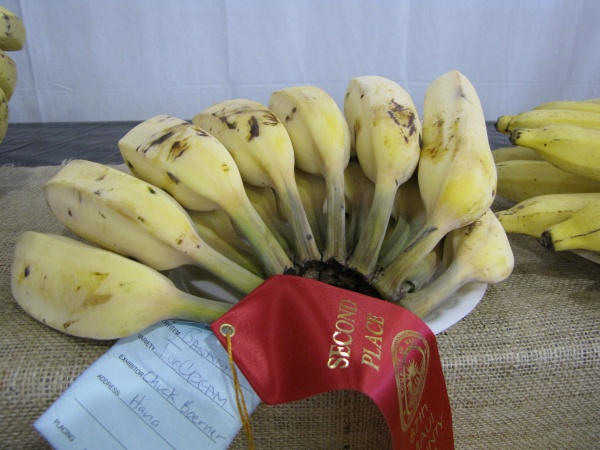
一串成熟的爪哇藍蕉

爪哇藍蕉，是個耐寒的香蕉品種，原產於東南亞和澳大利亞北部，是野蕉（Musa balbisiana）和小果野蕉（Musa acuminata）的雜交種。未熟時果皮呈天然的淺藍綠色，成熟後外觀、口感與普通香蕉無異，但是味道像香草冰淇淋。